# Melitaea obsoleta
Melitaea obsoleta är en fjärilsart som beskrevs av Tutt 1896. Melitaea obsoleta ingår i släktet Melitaea och familjen praktfjärilar. Inga underarter finns listade i Catalogue of Life.